# Politiki kouzina
Politiki Kouzina (Grieks: Πολίτικη Κουζίνα) is een Griekse film uit 2003, op basis van een scenario en onder regie van Tasos Boulmetis en met hoofdrollen voor onder meer Georges Corraface, Renia Louizidou en Ieroklis Michaildis. De titel van de film betekent Keuken van Istanbul en verwijst naar de uitzonderlijke culinaire gaven die worden toegeschreven aan de Grieken die in Istanbul woonden.
De film wordt algemeen beschouwd als een van de belangrijkste Griekse films van het begin van de eenentwintigste eeuw onder andere vanwege de acteerprestaties, de vormgeving en de muziek. Op de internationale markt is de film uitgebracht onder de Engelse titel A Touch of Spice (Een snufje kruid); een Turkstalige versie is uitgebracht onder de titel Bir Tutam Baharat. De film geeft onder andere een beeld van het Istanbul in de jaren vijftig en een genuanceerde en melancholieke kijk op de moeilijke relatie tussen Grieken en Turken in de twintigste eeuw.

## Verhaallijn
Fanis Iakovides, een Grieks hoogleraar astronomie herinnert zich zijn jeugd in Istanboel; zijn grootvader dreef in die stad een kruidenhandel en leerde hem van alles over kruid en over het leven. Bovendien leerde Fanis er een Turks meisje kennen, zijn eerste liefde. Op een ongelukkig moment, na het uitbreken van de crisis op Cyprus, wordt het gezin echter Turkije uitgezet, omdat Fanis' vader een Grieks paspoort heeft. De grootvader en de liefde blijven achter, maar thuis in Griekenland ontwikkelt de kleine Fanis zich tot een enthousiast amateurkok.
35 jaar later, als de grootvader ondanks allerlei beloften weer niet op zijn verjaardag verschijnt, keert Fanis zelf naar Istanbul terug, en ziet er hoeveel er veranderd is. Ook zijn eerste liefde kan hij niet meer terugwinnen, hoe goed hij ook koken kan.